# شدور
شدور (به انگلیسی: Shadore) یک روستا در پاکستان است که در خیبر پختونخوا واقع شده‌است.